# Straßenbahn Danzig
Die Straßenbahn Danzig ist ein wichtiger Bestandteil des ÖPNV-Systems in der Stadt Danzig (polnisch Gdańsk) in Polen. Sie gehört der ZKM Gdańsk (Zakład Komunikacji Miejskiej w Gdańsku, deutsch: Danziger städtischer Verkehrsbetrieb) und wurde zunächst von der 2005 gegründeten ZTM Gdańsk (Zarząd Transportu Miejskiego w Gdańsku, Städtischer Verkehrsbetrieb Danzig) betrieben; 2017 hat die GAiT (Gdańskie Autobusy i Tramwaje, Danziger Omnibusse und Straßenbahnen) das operative Geschäft übernommen.

## Geschichte

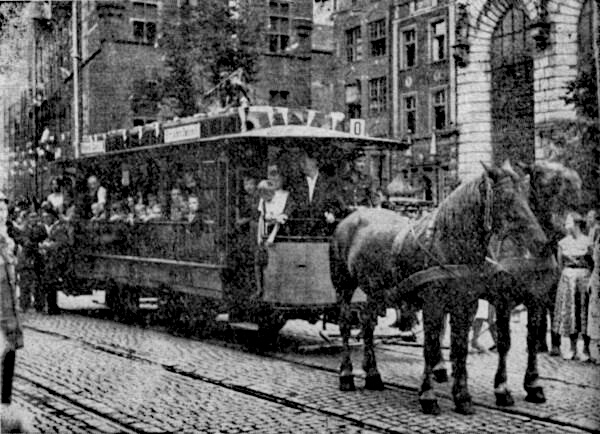
Pferdebahn in Danzig

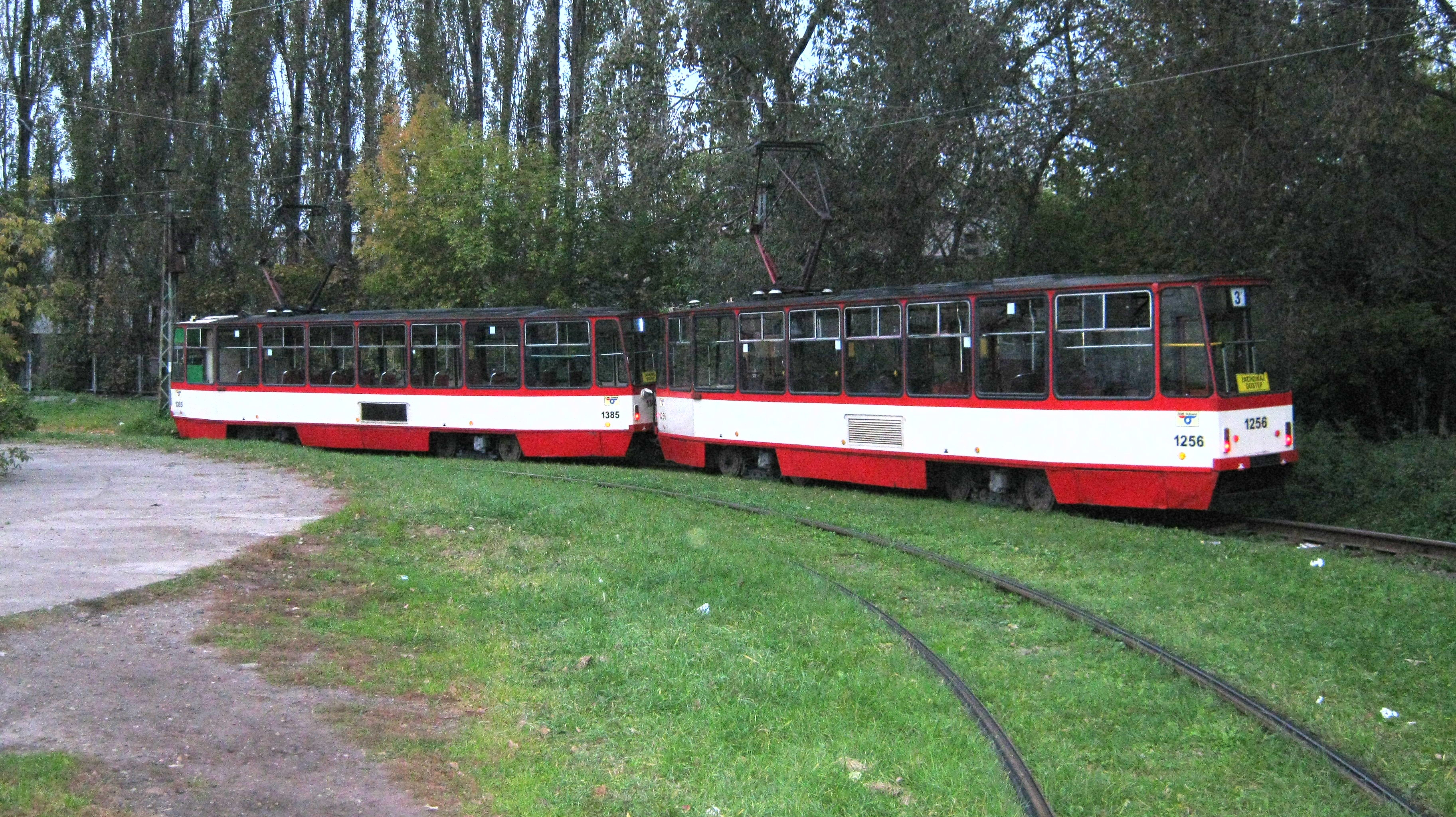
Konstal 105Na in der Wendeschleife Stogi

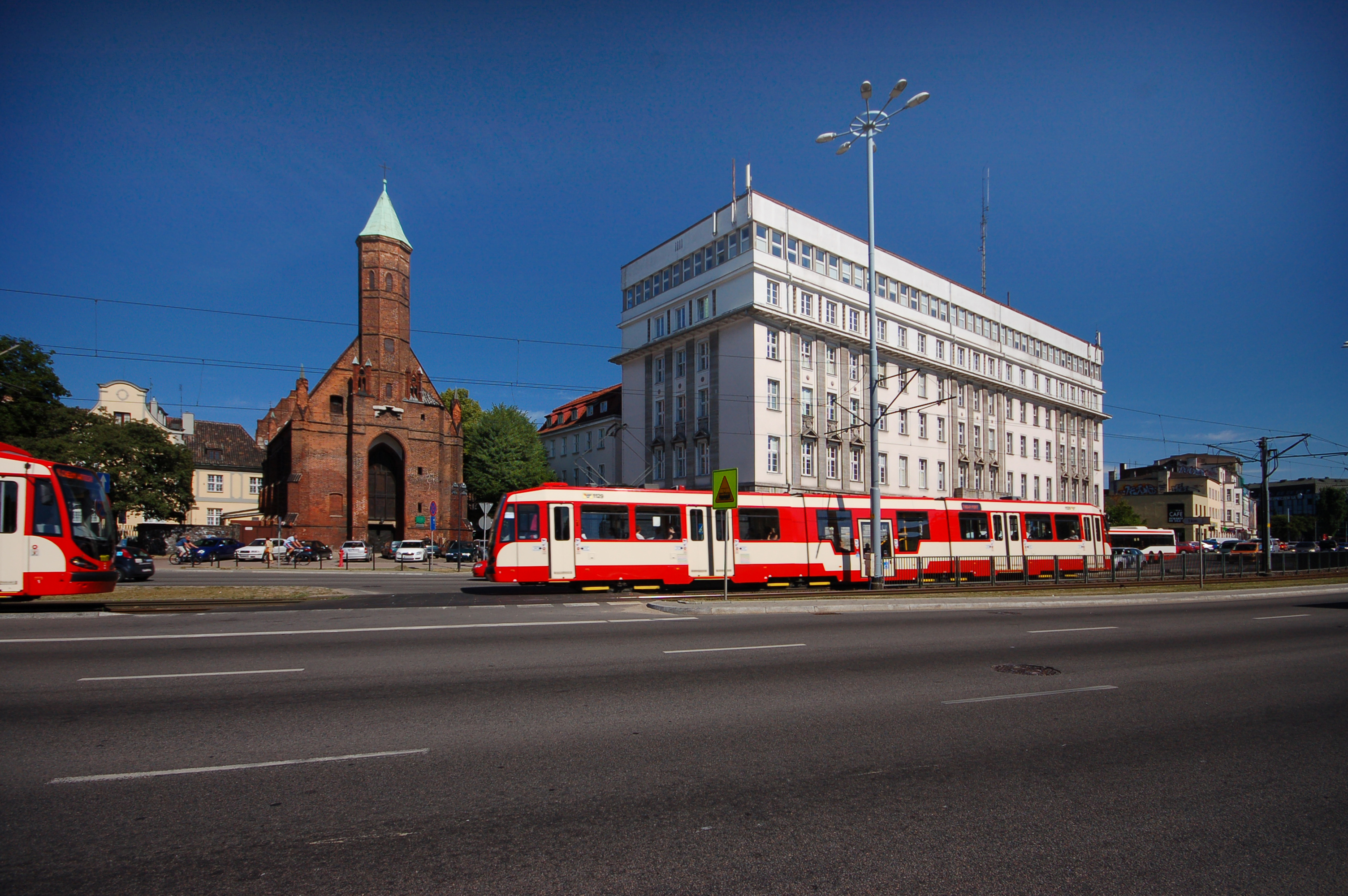
Barrierefrei umgerüsteter DUEWAG N8C von 1981

### Pferdebahn
Die am 21. Juni 1873 polizeilich abgenommene und schließlich am 23. Juni 1873 offiziell eröffnete Danziger Pferdebahn war nach Berlin, Hamburg, Stuttgart, Leipzig, Frankfurt, Hannover und Dresden die achte Straßenbahn im Deutschen Reich. Dafür war 1871 die Konzession erteilt worden, es sollten zwei Strecken nach Langfuhr (polnisch Wrzeszcz) und St. Albrecht (polnisch Św. Wojciech) errichtet werden. Den Zuschlag erhielt die Deutsche Pferde-Eisenbahn-Gesellschaft aus Berlin, die nach der Erteilung zunächst ein Jahr ohne Aktivitäten verstreichen ließ und sich entschloss, die Strecke nach St. Albrecht nicht auszuführen. Dafür begann im Mai 1872 der Bau der eingleisigen Strecke nach Langfuhr und Oliva (polnisch Oliwa), also erheblich weiter als ursprünglich beabsichtigt.
Als Erstausstattung lieferte das Unternehmen Grums aus Hamburg-Hammerbrook 18 Decksitzwagen nach dem Konzept des dänischen Ingenieurs A. F. Møller, sie kosteten je 5000 Mark. Zur Eröffnung standen diese sowie 100 Zugpferde zur Verfügung. Die Strecke begann am Hohen Tor, führte über die Nordpromenade und über die Große Allee nach Langfuhr und weiter auf der Chaussee nach Oliva. Von der ersten Lieferserie ist, seit 1895 ohne Dachplätze, Wagen Nummer 3 als historisches Fahrzeug erhalten geblieben.
Schon bald nach Eröffnung wurde die Strecke bis Langfuhr verkürzt und das Unternehmen aufgrund des Defizits 1877 versteigert. Unter den Käufern war Oskar Kupferschmidt, der 1873 in die Führung des Unternehmens eingetreten war und bis 1923 die Geschicke dieses und der Nachfolgeunternehmen bestimmen sollte.
Die neuen Eigentümer bauten – nunmehr als Danziger Straßeneisenbahn firmierend – als erstes die ebenfalls eingleisige Strecke nach Ohra (polnisch Orunia) auf der nur leichte Einspänner verkehrten, während nach Langfuhr weiterhin die Decksitzwagen mit zwei Pferden fuhren. Der einheitliche 30-Minuten-Takt wurde nachmittags auf der Strecke nach Langfuhr auf einen Zehn-Minuten-Takt verdichtet. Für jede Linie galt ein Einheitsfahrpreis von 20 Pfennig.
In den Jahren 1884 bis 1888 wurde ein Innenstadtnetz errichtet, das in der Folge mehrfach verändert wurde. So wurde 1884 auf dem gepflasterten Festungsdamm (Nordpromenade) die erste zweigleisige Strecke errichtet, die durch zwei Breschen in der Stadtmauer das Hohe Tor umfuhr und am Stockturm vorbei über Langgasse und Langer Markt zum Langgarter Tor (polnisch Brama Zuławska) führte. Eine Zweigstrecke folgte ab Langgarten der Weidengasse zum Depot Lenzgasse. Das ermöglichte den Betrieb von zwei Stadtlinien vom Pommerschen Bahnhof an der Nordpromenade zur Lenzgasse und zum Langgarter Tor. Der Ausgangspunkt der Langfuhrer Linie wurde an den Langen Markt verlegt. 1885 ging eine weitere Stadtlinie in Betrieb, die eingleisig von der Lenzgasse über Central-Bahnhof, Poggenpfuhl, Hundegasse, Großer Wall und Webergasse über die Dämme zum Fischmarkt führte, wobei an der Langgasse Anschluss an die anderen Linien bestand. 1886 ging die Linie nach Schidlitz-Emaus (polnisch Siedlce) in Betrieb, womit das Unternehmen drei Stadt- und drei Vorortlinien betrieb.

### Elektrifizierung
Bereits 1891 erwog das Unternehmen eine Elektrifizierung der inzwischen 21 Streckenkilometer, sie erwies sich jedoch angesichts der geringen Kapitalkraft als nicht umsetzungsfähig. Somit wurde die Gesellschaft am 10. Oktober 1894 zum Verkauf angeboten und schließlich am 16. Oktober 1894 von der Allgemeinen Lokal- und Straßenbahngesellschaft (ALSAG) mit Sitz in Berlin gekauft, um die Elektrifizierung durchzuführen. Ab Anfang 1895 wurden den Doppelstockwagen die oberen Sitzplätze entfernt, um sie unter Oberleitung verwenden zu können. Sie wurden anschließend noch bis nach dem Zweiten Weltkrieg als Beiwagen der Elektrischen eingesetzt.
Im Vertrag mit der Stadt, der am 1. Januar 1896 in Kraft trat, wurde festgelegt, dass mit der Elektrifizierung weder betrieblich noch tariflich eine Verschlechterung verbunden sein dürfe. Es wurde außerdem vereinbart, zehn große und 30 kleine Triebwagen (bei einer 25-prozentigen Betriebsreserve) zu beschaffen, die vorhandenen Pferdebahnwagen zu übernehmen und das Kraftwerk auf dem Grundstück Krebsmarkt 9 (polnisch Targ Rakowy) zu errichten. Die Allgemeine Lokal- und Straßenbahngesellschaft übernahm die Betriebsführung.
Die erste Probefahrt fand am 26. Juni, die erste reguläre Fahrt der elektrischen Straßenbahn auf den Vorortlinien nach Ohra und Emaus am 12. August 1896 statt. Die gleichzeitige Inbetriebnahme der Stadtlinien wurde durch Bedenken der Reichspost verzögert, so dass deren elektrischer Betrieb gleichzeitig am 5. Dezember 1896 begann. Die zum Aussteigen bestimmten Haltestellen hatten einen Abstand von etwa 150 Metern; der Zustieg war nach Bemerkbarmachen überall gestattet. Der Fahrpreis betrug nunmehr einheitlich zehn Pfennig. Auf den Außenstrecken nach Ohra und Emaus wurde im 15-Minuten-Takt gefahren, was die Anlage einer Ausweiche für das Kreuzen der Züge etwa in der Mitte der Strecke bedingte (die Fahrzeit von Danzig bis Ohra betrug etwa 14 Minuten). Auf der Außenlinie nach Langfuhr sollte es weiterhin nachmittags einen Zehn-Minuten-Takt geben, sie wurde daher bis Langfuhr Markt mit einem zweiten Gleis versehen und überdies um weitere 500 Meter eingleisige Strecke verlängert. Die Umfahrung des Hohen Tors wurde aufgegeben und die Langfuhr-Linie verlief nunmehr vom Langgasser Tor über Kohlen- und Holzmarkt nach Neugarten (polnisch Nowe Ogrody). Die Linie nach Schidlitz (Emaus) begann jetzt am Kohlenmarkt, die Pferdebahn-Depots in Ohra und Schidlitz wurden aufgelassen.
Nachdem im Oktober 1896 der neue Central-Bahnhof eröffnet wurde, verkehrten folgende Stadtlinien:
- Central-Bahnhof – Lenzgasse, 2,8 Kilometer, Zehn-Minuten-Takt
- Central-Bahnhof – Langgasser Tor, 2,18 Kilometer, Zehn-Minuten-Takt
- Heumarkt – Ohra, 3,25 Kilometer
- Lenzgasse – Fischmarkt, 2,47 Kilometer, Acht-Minuten Takt.

Das Straßenbahnnetz hatte eine Betriebslänge von 19,2 Kilometer erreicht, wobei mehr als 25 Prozent (5,7 Kilometer) auf die Strecke nach Langfuhr entfiel. Außerhalb der Betriebshöfe lagen etwa 25 Kilometer Gleise.
Für die Gesellschaft bestand das Problem, dass im Netz eine Dreh- und vier Klappbrücken vorhanden waren; die bekannteste der Klappbrücken ist die Milchkannenbrücke (polnisch Most Stągiewny). Erstmals musste das Problem der Fahrstromversorgung bei beweglichen Brücken gelöst werden. Auf der anderen Seite konnten damit nicht die Versorgungsleitungen parallel zu den Fahrleitungen verlegt werden, wie es damals häufig üblich war. Relativ einfach war das an der Drehbrücke zu lösen, wo vier Auslegermasten die Fahrleitung trugen. An den Klappbrücken wurden besondere Schwenkbalken-Konstruktionen angeordnet. Sie waren in den Gelenken drehbar und hielten bei geschlossener Brücke die Fahrleitungen gespannt. Wurde die Brücke aufgezogen, so legten sich die Schwenkbalken gegen das Geländer der Brückenklappen und wurden von diesen mitgenommen. Die durchhängende Fahrleitung wurde bei diesem Vorgang vorher stromlos geschaltet. Diese Lösung ließ sich die AEG patentieren.
1899 beschloss die Gesellschaft, die Langfuhr-Strecke über Legstrieß (polnisch Strzyża Dolna) hinaus bis Oliva und bis Legstrieß das zweite Gleis zu verlängern. Am 8. Mai 1901 ging diese Linie in Betrieb. Eine gleichzeitige Verlängerung der Linie von Ohra nach St. Albrecht wurde trotz einer vorliegenden Genehmigung nicht ausgeführt. Als Grund wird vermutet, dass die Verlängerung nach Oliva nicht den gewünschten wirtschaftlichen Erfolg hatte und demzufolge weitere Verlängerungen verhinderte. Zum 1. Oktober 1901 wurde der Betrieb mit 67 Trieb- und 67 Beiwagen durchgeführt.
Ebenfalls 1899 wurde ein Konkurrenzunternehmen gegründet: Die Danziger Elektrische Straßenbahn AG. Hinter diesem Unternehmen standen unter anderem die Aktiengesellschaft Elektrizitätswerke, vormals O. L. Kummer & Co. in Dresden und die Nordische Elektricitäts- und Stahlwerke AG Danzig. Sie plante, baute und betrieb die Linie Kassubischer Platz – Neufahrwasser (polnisch Nowy Port) – Brösen (polnisch Brzeźno), die in drei Teilabschnitten eröffnet wurde: Brösen – Neufahrwasser am 9. Juli 1900, Neufahrwasser – Schichau-Werft am 15. September 1900, sowie Schichau-Werft – Kassubischer Platz am 27. Oktober 1900. Kraftwerk und Depot waren in Neufahrwasser angesiedelt.
Die Linie war vom ersten Tag an gut ausgelastet, was dem Arbeiterverkehr der Schichau-Werft zu verdanken war. Dies veranlasste das Unternehmen sehr schnell, sie zu verlängern: Am 12. Mai 1901 wurde der Abschnitt Kassubischer Platz – Krantor eröffnet. Ihm folgte am 26. Mai 1901 der Abschnitt Brösen – Langfuhr-(Neu-)Schottland, von dem vier Kilometer auf eigenem Bahnkörper verliefen. Damit hatte diese Gesellschaft eine Streckenlänge von 14,3 Kilometern bei einer Gleislänge von 16,8 Kilometern erreicht. 1901 standen dem Betrieb 20 Trieb- und 16 Beiwagen zur Verfügung.

### Vereinigung der beiden Gesellschaften
Am 1. Juli 1903 vereinigten sich beide Gesellschaften zur Danziger Elektrische Straßenbahn AG (Beteiligung der ALSAG daran 77,5 Prozent, ab 1909 hielt sie die Mehrheit der Aktien), wobei Oskar Kupferschmidt – der bisherige Leiter des größeren Unternehmens – fortan Direktor des neuen Unternehmens war.
Am 8. Juni 1904 wurde eine Verbindung vom Hauptbahnhof über die Irrgartenbrücke zur Strecke Langfuhr – Langer Markt in Betrieb genommen, auf der eine Sonderlinie zur großen landwirtschaftlichen Ausstellung eingerichtet wurde, die hinter der Halben Allee stattfand. Am 18. Juli 1908 wurde die noch heute befahrene Strecke Oliva – Glettkau (polnisch Jelitkowo) eröffnet, am 8. Dezember 1908 die kurze Verlängerung vom Langgarter Tor zum 1925 abgebrochenen Werdertor (polnisch Brama Elbląską). Bis zum Ersten Weltkrieg gingen dann keine weiteren Strecken mehr in Betrieb. Zwar gab es 1915 Pläne für eine Verbindung nach Heubude (polnisch Stogi), diese Strecke ging erst 1927 in Betrieb. 1917 wurden die Pläne einer Straßenbahn von Oliva in die Nachbarstadt Zoppot endgültig aufgegeben. 1915 zählte die Gesellschaft 19.888.354 Fahrgäste.
1905 wurden vier Triebwagen beschafft, 1906 sieben Beiwagen, 1908 zwei weitere Triebwagen. 1912 wurde der Beiwagenbestand auf 96 aufgestockt, 1913 auf 102, die sich bis 1915 wiederum um drei reduzierten, so dass der Bestand 1915 wieder 99 betrug. 1912 waren 93 Triebwagen im Bestand, 1913 wurden fünf weitere beschafft, so dass der Bestand 1914 98 Triebwagen betrug. Das Unternehmen besaß außerdem noch neun Spezialfahrzeuge, darunter Schneepflüge, Sprengwagen und Kohlentransportwagen.
Folgende Linien wurden damals betrieben, die Liniennummern wurden 1914 eingeführt:
- Linie 1: Langer Markt – Oliva (abwechselnd über Hauptbahnhof und Promenade)
- Linie 2: Langer Markt – Langfuhr (Verstärkerlinie für die Linie 1)
- Linie 3: Hauptbahnhof – Ohra (ab 1914: Linie 6)
- Linie 4: Kohlenmarkt – Emaus (ab 1914: Linie 7)
- Linie 5: Hauptbahnhof – Weidengasse (ab 1914: Linie 3)
- Linie 6: Hauptbahnhof – Werdertor (Kleinbahnhof) (ab 1914: Linie 4)
- Linie 7: Hauptbahnhof – Lenzgasse (ab 1914: Linie 5)
- Linie 8: Krantor – Brösen
- Linie 9: Langfuhr – Brösen
- Linie 10: Oliva – Glettkau[19]

Der Erste Weltkrieg führte zu erheblichen Einschränkungen, der mangelhafte Unterhalt der Fahrzeuge und der Gleisanlagen führten 1918 zu zahlreichen Entgleisungen. Anfang 1917 wurden, auch wegen Kohlenmangel für die eingesetzte Baulokomotive, die vorbereitenden Planungsarbeiten für die Strecke nach Heubude eingestellt. Sie wurden bis dahin von Kriegsgefangenen, später von gewöhnlichen Arbeitern, vorgenommen. Die ersten 160 Schaffnerinnen wurden in Danzig 1915 eingesetzt. Ein Jahr später wuchs die Zahl auf 210, während nur noch 24 Schaffner ihren Dienst ausführten. 1916 wurden bei der Danziger Straßenbahn die ersten Fahrerinnen eingestellt.

### Zwischenkriegszeit
Die mangelhafte Kohlenversorgung zwang am 14. Januar 1919 zur Einstellung der Stadtlinien 3, 4 und 5. Vorübergehend stillgelegt wurde die Verbindung Langfuhr – Brösen – Neufahrwasser, das heißt die Linie 9 gänzlich und die Linie 8 teilweise. „Dass die Linie 10 weiterbetrieben wurde, ist nicht anzunehmen.“. Weitere Einschränkungen gab es 1919, eine konkrete Umsetzung ist nicht bekannt. So wurden die Theaterwagen gestrichen, alle Linien beendeten den Betrieb zwischen 22 und 23 Uhr. Die Linie 6 wurde zur Reitbahn zurückgezogen, die Linie 7 begann erst ab Silberhütte. Die Linien 1 und 2 wurden erst ab Kohlenmarkt eingesetzt und die Nordpromenade nicht mehr bedient. Mit den dadurch eingesparten Kohlen wurde die Verbindung Langfuhr-Brösen-Neufahrwasser, das heißt die Linie 9 und ein Teil der Linie 8, im Stundentakt wieder aufgenommen. Erst um Weihnachten 1919 normalisierte sich die Situation, so dass mit Ausnahme der Linien 4 und 5 wieder zum normalen Linienbetrieb übergegangen werden konnte. Die Verkürzungen der Linien 6 und 7 blieben bestehen.
Am 18. Januar 1922 wurde die Linie 5 wieder eröffnet, jedoch bereits am 15. Juni 1922 endgültig eingestellt. Mit der in diesem Jahr vorgenommenen Verdopplung der Fahrpreise begann auch in der seit 1920 bestehenden Freien Stadt Danzig die Inflation, die erst im Oktober 1923 mit der Einführung der Danziger Guldenwährung beendet wurde. Das spiegelte sich in Nutzerzahlen wider: Wurden 1923 insgesamt 13.747.862 Fahrgäste gezählt, so stieg 1924 die Zahl mit 26.940.665 Fahrgästen auf fast das Doppelte an. Im Juli 1924 wurde die Stadtlinie 4 wieder in Betrieb genommen, in diese Zeit fielen erste Anstrengungen zur Sanierung von Gleisanlagen, Fahrleitungen und Fahrzeugen. Der bis dahin dunkelrote Anstrich mit Zierlinien, der noch aus der Anfangszeit der gemeinsamen Gesellschaft stammte, wurde schrittweise durch Elfenbein ersetzt. Die ersten Neufahrzeuge wurden bestellt: es handelte sich um Niederflurwagen mit Mitteleinstieg, deren erste fünf Triebwagen und zwölf Beiwagen 1925 von der Waggonfabrik Danzig ausgeliefert wurden und auf der Linie 2 nach Langfuhr in Betrieb gingen. Sie hatten ebenfalls Scherenstromabnehmer, auf die die anderen Strecken und Fahrzeuge nach und nach umgerüstet wurden. Lediglich die eingleisigen Strecken nach Ohra (Linie 6) und Emaus (Linie 7) behielten die bis dahin üblichen Stangenstromabnehmer. Die Triebwagen der Linie 7 nach Emaus hatten derer zwei, die je nach Fahrtrichtung angelegt wurden.
1924 wurden einige Linien zusätzlich mit beleuchteten Signallaternen ausgerüstet, um sie bei Dunkelheit besser kenntlich zu machen. Dabei blieben die beiden „Außenlinien“ 9 und 10 ohne Farbkennzeichnung, eine Verwechslungsgefahr zwischen den Linien 2 und 8 war aufgrund ihres unterschiedlichen Fahrweges nicht gegeben.
- die Linie 1 nach Oliva: weiß mit schrägem roten Streifen ()
- die Linie 2 nach Langfuhr und die Linie 8 nach Brösen: weiß ()
- die Linie 3 zur Weidengasse: rot ()
- die Linie 4 nach Kneipab (bis 1925: Werdertor): grün ()
- die Linie 6 nach Ohra: weiß mit schrägem grünen Streifen ()
- die Linie 7 nach Emaus: gelb ()

Am 1. Juli 1927 wurde die zweigleisige Neubaustrecke von Kneipab nach Heubude (Strandhalle) eröffnet. Stillgelegt wurde die kurze Strecke von Kleinbahnhof bis zum ehemaligen Werdertor, da die Neubaustrecke die (verlängerte) Breitenbachstraße nutzte, die dort angebunden wurde. Ebenfalls ging eine neue Wagenhalle mit acht Gleisen in Heubude in Betrieb, die am Ortsausgang Richtung Danzig lag. Zu deren Betrieb lieferte die Danziger Waggonfabrik 24 zweiachsige Trieb- und zehn große Mittelflur-Beiwagen des Typs Bergmann. Diese nur in Danzig eingesetzten Wagen wurden durch ihr markantes Aussehen und dadurch, dass sie (fast) ausschließlich auf der Linie 4 liefen, rasch als Heubuder populär und waren noch bis Ende der 1970er-Jahre im Plandienst im Einsatz. Mit dieser Neubaustrecke betrug nunmehr die gesamte Streckenlänge 44,74 Kilometer, die Gleislänge 78,92 Kilometer. 1927 wurden 7.472.128 Wagenkilometer geleistet und 30.768.111 Fahrgäste befördert.
1928 wurden von der Waggonfabrik Danzig zehn zweiachsige Mittelflur-Triebwagen geliefert, die vor allem auf der inzwischen erneuerten und teilweise neu trassierten Linie 8 zum Einsatz kamen. Diese Streckenerneuerung der Linie 8 fand 1929 mit der Inbetriebnahme einer ganz neu trassierten Linienführung zwischen Schichau-Werft und Neufahrwasser über den Paul-Beneke-Weg (die die bis dahin zahlreichen Kreuzungen mit der Hafenbahn vermied und die daraus resultierende hohe Verspätungsanfälligkeit beseitigte) ihren Abschluss.
1928 wurde die elektrische Zugbremsung auf der Linie 1 eingeführt, 22 Beiwagen erhielten eine elektrische Heizung und 42 Triebwagen Scherenstromabnehmer.
1930 kamen als Neuzugang sechs Zweiachser und zehn Vierachser aus der Waggonfabrik Danzig. Die Zweiachser wurden vor allem auf der neuen Linie 5 Weidengasse – Heeresanger (später: polnisch Lotnisko, d. h. Flughafen) eingesetzt, die eine Neubaustrecke von Ostseestraße über Max-Halbe-Platz (Kreuzung mit der Linie 9) bis zur Ringstraße enthielt und bis zur Ostseestraße der Linie 3 über Langer Markt und den Langfuhrer Linien entsprach. Damit war der Netzausbau zur deutschen Zeit abgeschlossen. 1940 wurden auf dem 43,48 Kilometer langen Netz (von dem 14,60 Kilometer eingleisig waren) folgende Linien betrieben:
- Linie 1: Theaterplatz – Langfuhr (5-Minuten-Takt, im Früh- und Spätabendverkehr 10-Minuten-Takt)
- Linie 2: Theaterplatz – Langfuhr – Oliva (5-Minuten-Takt, im Früh- und Spätabendverkehr 10-Minuten-Takt)
- Linie 4: Hansaplatz – Heubude Strand (10-Minuten-Takt)
- Linie 5: Weidengasse – Heeresanger (5-Minuten-Takt)
- Linie 6: Reitbahn – Ohra (8-Minuten-Takt, Spätabendverkehr 15-Minuten-Takt)
- Linie 7: Silberhütte – Emaus (8-Minuten-Takt, Spätabendverkehr 15-Minuten-Takt)
- Linie 8: Neufahrwasser – Krantor (10-Minuten-Takt, sonntags 15-Minuten-Takt)
- Linie 9: Neufahrwasser – Brösen – Langfuhr (10-Minuten-Takt für die durchgängige Verbindung, zusätzlich 10-Minuten-Takt für Ergänzungsfahrten in den Abschnitten Neufahrwasser–Brösen und Brösen–Langfuhr, diese Endhaltestelle wurde auch als Brunshöfer Weg bezeichnet, eine Gleisverbindung zu den Langfuhrer Linien gab es von dort aus nie)
- Linie 10: Oliva – Glettkau (10-Minuten-Takt, im Frühverkehr 30-Minuten-Takt, im Spätabendverkehr 15-Minuten-Takt)

Von 1930 bis 1944 wurde auf Grund der schwierigen wirtschaftlichen Situation in Danzig kein Fahrzeug planmäßig neu beschafft. Der Bedarf wurde durch weitgehende Erneuerung in der eigenen Werkstatt gedeckt, darunter zum Teil Neubauten auf vorhandenen Fahrgestellen. 1939, zu Beginn des Zweiten Weltkriegs besaß das Unternehmen 104 Triebwagen, 99 Beiwagen, zwei Güterwagen und 26 Spezialfahrzeuge. 1940 erhielt das Unternehmen zehn Beiwagen, die die Waggonfabrik Danzig für die Straßenbahn Warschau gebaut hatte, deren Abnahme durch den Kriegsausbruch unterblieb. Zum Ersatz der ältesten Fahrzeuge, die noch immer unentbehrlich waren, erhielt das Unternehmen 1944 aus der ersten Serie Kriegsstraßenbahnwagen (KSW) fünf Triebwagen und zehn Beiwagen im dunkelbraunen Tarnanstrich von der Waggonfabrik Fuchs.

Aktie über 800 RM der Verkehrsbetriebe Danzig-Gotenhafen AG vom August 1942

In den späten 1920er- und 1930er-Jahren bemühte sich das Unternehmen verstärkt darum, die ungenügenden Depotkapazitäten zu verbessern. Als Lösung bot sich ein 38.000 Quadratmeter großes Gelände Am Friedensschluß in Hochstrieß zwischen Langfuhr und Oliva an. Zwar waren bereits 1930 das Gelände erworben und die Baupläne fertiggestellt, der Baubeginn gelang erst 1934. Im Frühjahr 1935 wurde der Betriebshof eröffnet. Neben Hauptwerkstatt, Umformerstation, einer zwölfgleisigen Halle für die Wagen der Langfuhrer Linien und drei Personalwohnhäusern wurde eine Garage für den Omnibusverkehr nach Zoppot errichtet. Da das Gelände Platz für Erweiterungen bot, ist dieses Depot heute noch in Betrieb.
1942 wurden, unter Verschmelzung mit den Unternehmen der Nachbarstädte, die Verkehrsbetriebe Danzig-Gotenhafen gegründet. Dadurch verschob sich der Schwerpunkt des Unternehmens in die Nachbarstädte. Die Beteiligung der seit 1923 aus der ALSAG umfirmierten Allgemeinen Lokal- und Kraftwerke AG (ALOKA), die 1940 noch bei 34,6 Prozent gelegen hatte, sank dadurch auf 27,7 Prozent, die nominal bei der Übernahme des Betriebs durch Polen bestand. 1942 wurde in Oliva (Schloss, ab 1945 pl. Inwalidow) eine eingleisige Schleife für Fahrten aus Richtung Langfuhr gebaut, die von der Kriegszerstörung abgesehen, bis 1948 in Betrieb blieb. Das war die letzte Streckenveränderung bis zum Ende des Zweiten Weltkrieges.

„Allen Schwierigkeiten zum Trotz stellte sich Danzigs Straßenbahnbetrieb zu Beginn des Zweiten Weltkriegs recht modern dar. Insbesondere die Niederflur-Vierachswagen waren … mit weitem Abstand das Modernste, was auf ostdeutschen Straßenbahnschienen zu finden war, und es mag an der isolierten Lage Danzigs gelegen haben, dass sie nicht ebenso berühmt wurden, wie Dresdens ‚Großer Hecht‘.“

### Zweiter Weltkrieg
Spätestens mit dem Bombardement vom 24. März 1945, das einen zwei Tage währenden Großbrand auslöste, den Kämpfen in der Schlacht um Ostpommern und der Einnahme der Stadt durch die Rote Armee am 30. März 1945 endete der Straßenbahnbetrieb in Danzig vorübergehend.
Nach dem Zweiten Weltkrieg stand der Straßenbahnbetrieb still, weil Gleiskörper und Oberleitung stark beschädigt waren. Der direkt nach dem Krieg begonnene Wiederaufbau konnte 1947 abgeschlossen werden.
Die Idee einer Straßenbahn von Danzig nach Zoppot entstand schon vor dem Ersten Weltkrieg. Die Chance einer Verwirklichung kam erst 1926 zustande, als sich eine Berliner Firma bereit erklärte, die Bau- und die späteren Unterhaltungskosten mitzutragen. Der Grund, warum die Bahn nicht gebaut wurde, ist unbekannt. Der wachsende Beförderungsbedarf nach dem Zweiten Weltkrieg zwang die beiden Städte zum Bau der 2,8 Kilometer langen Strecke von Oliwa nach Sopot, deren Baukosten auf 12 Millionen Złoty veranschlagt wurden. Am 10. November 1946 wurde die Strecke in Betrieb genommen. Bereits 1960 wurde sie jedoch wieder eingestellt, da die wichtigste zentrale Straßenverbindung der heutigen Dreistadt (Gdańsk-Sopot-Gdynia) verbreitert wurde und dafür die Straßenbahn ein Hindernis war. Die Fahrgäste der Straßenbahn konnten jedoch auf die inzwischen eingeführte S-Bahn umsteigen, die den Verkehr schneller abwickelte.

## Derzeitiges Liniennetz
Das seit der letzten Verlängerung im Jahr 2023 59,5 Kilometer lange Streckennetz wird ausschließlich von Durchmesserlinien bedient, die größtenteils als zentrale Haltestelle den Hauptbahnhof Gdańsk Główny bedienen. Die Anbindung an die anderen Städte der Trojmiasto Sopot und Gdynia besteht durch S- und Regionalbahnen mit Übergängen zur Straßenbahn am Hauptbahnhof, in Wrzeszcz und in Zaspa. Ein weiterer Übergang zu ihr vom Regionalverkehr wurde 2015 mit der Endstelle in Brętowo geschaffen. Die Haltestellen und die Bahnhöfe des S-Bahn- und Regionalverkehrs sind räumlich bis zu rund 300 Meter von der nächstgelegenen Haltestelle der Straßenbahn entfernt.
| Linie | Karte | Verlauf |
| ----- | ----- | --- |
| 2     |       | Jelitkowo (deutsch Glettkau) – Zaspa (deutsch Saspe) – Mickiewicza – Opera Bałtycka – Dworzec Główny (Hauptbahnhof) – Brama Wyżynna (deutsch Hohes Tor) – Przemyska – Ujeścisko (deutsch Wonneberg) – Lawendowe Wzgórze (deutsch Lavendelhügel) - verkehrt werktags erst ab ungefähr 8:30 Uhr. Zu früheren Uhrzeiten fahren die Straßenbahnen zwischen Jelitkowo und Lawendowe Wzgórze ausschließlich als Linie 4. - auf der Linie können nur Zweirichtungswagen eingesetzt werden (Endhaltestelle Lawendowe Wzgórze verfügt nur über einen Gleiswechsel und keine Wendeschleife). |
| 3     |       | Brzeźno Dom Zdrojowy (deutsch Brösen Kurhaus) – Mickiewicza – Opera Bałtycka – Dworzec Główny (Hauptbahnhof) – Brama Wyżynna (deutsch Hohes Tor) – Przemyska – Łostowice Świętokrzyska (deutsch Schönfeld, Heiligkreuzstraße). - einzelne Fahrten sind bis zum Depot in Nowy Port verlängert (auf derselben Strecke wie die Linie 5). |
| 4     |       | Jelitkowo (deutsch Glettkau) – Zaspa (deutsch Saspe) – Mickiewicza – Opera Bałtycka – Dworzec PKS (Zentraler Omnibus Bahnhof) – Przemyska – Ujeścisko (deutsch Wonneberg) – Lawendowe Wzgórze (deutsch Lavendelhügel) - verkehrt nur werktags zu den Hauptverkehrszeiten, mit einzelnen Fahrten in der Nebenverkehrszeit bis 18 Uhr; - Variante der Linie 2, die die zu den Hauptverkehrszeiten überlastete Haltestelle Dworzec Główny (Hauptbahnhof) über die Promenade (3 Maja) umfährt. - auf der Linie können nur Zweirichtungswagen eingesetzt werden (Endhaltestelle Lavendelhügel verfügt nur über einen Gleiswechsel und keine Wendeschleife).                                           |
| 5     |       | Oliwa (deutsch Oliva) – Strzyża PKM (deutsch Hochstrieß, Bahnstation) – Mickiewicza – Brzeźno Dom Zdrojowy (deutsch Brösen Kurhaus) – Nowy Port Oliwska (deutsch Neufahrwasser, Olivaer Straße) |
| 6     |       | Jelitkowo (deutsch Glettkau) – Oliwa (deutsch Oliva) – Strzyża PKM (deutsch Hochstrieß, Bahnstation) – Opera Bałtycka – Dworzec Główny (Hauptbahnhof) – Brama Wyżynna (deutsch Hohes Tor) – Przemyska – Łostowice Świętokrzyska (deutsch Schönfeld, Heiligkreuzstraße) |
| 7     |       | Nowy Port Oliwska (deutsch Neufahrwasser, Olivaer Straße) – Marynarki Polskiej – Stocznia SKM – Dworzec Główny (Hauptbahnhof) – Brama Wyżynna (deutsch Hohes Tor) – Przemyska – Łostowice Świętokrzyska (deutsch Schönfeld, Heiligkreuzstraße) - verkehrt nur zu den Hauptverkehrszeiten als Verstärkerlinie |
| 8     |       | Jelitkowo (deutsch Glettkau) – Zaspa (deutsch Saspe) – Mickiewicza – Stocznia SKM – Dworzec Główny (Hauptbahnhof) – Brama Wyżynna (deutsch Hohes Tor) – Głęboka (deutsch Niedere Front) - Przeróbka (deutsch Troyl) – Stogi (deutsch Heubude) - aufgrund der Dauersperrung der Breitenbach-Brücke (polnisch Most Siennicki) bis zur Haltestelle Głęboka verkürzt: - auf der Linie können vorübergehend nur Zweirichtungswagen eingesetzt werden (temporäre Endhaltestelle Głęboka verfügt nur über einen Gleiswechsel). |
| 9     |       | Strzyża PKM (deutsch Hochstrieß, Bahnstation) – Opera Bałtycka – Dworzec Główny (Hauptbahnhof) – Brama Wyżynna (deutsch Hohes Tor) – Głęboka (deutsch Niedere Front) – Przeróbka (deutsch Troyl) – Stogi (deutsch Heubude) – Stogi Plaża (deutsch Heubude, Strand) - aufgrund der Dauersperrung der Breitenbach-Brücke (polnisch Most Siennicki) bis zur Haltestelle Głęboka verkürzt; - auf der Linie können vorübergehend nur Zweirichtungswagen eingesetzt werden (temporäre Endhaltestelle Głęboka verfügt nur über einen Gleiswechsel). |
| 10    |       | Nowy Port Góreckiego (deutsch Neufahrwasser, Hedwigskirchstraße) – Marynarki Polskiej – Stocznia SKM – Dworzec Główny (Hauptbahnhof) – Siedlce (deutsch Schidlitz) – Warneńska – Brętowo PKM (deutsch Brentau, Bahnstation) - auf der Linie können nur Zweirichtungswagen eingesetzt werden (Endhaltestelle Brętowo PKM verfügt nur über einen Gleiswechsel und keine Wendeschleife). |
| 11    |       | Strzyża PKM (deutsch Hochstrieß, Bahnstation) – Opera Bałtycka – Dworzec Główny (Hauptbahnhof) – Brama Wyżynna (deutsch Hohes Tor) – Przemyska – Ujeścisko (deutsch Wonneberg) – Lawendowe Wzgórze (deutsch Lavendelhügel) - verkehrt nur werktags zwischen 4 und 18 Uhr; - die überwiegende Mehrheit der Fahrten in Richtung Lawendowe Wzgórze (deutsch Lavendelhügel) beginnen ab der Haltestelle Wilka-Krzyżanowskiego (ehemalig: Zajezdnia Wrzeszcz - Depot Langfuhr). Die Haltestelle Strzyża PKM wird dabei nicht bedient; - auf der Linie können nur Zweirichtungswagen eingesetzt werden (Endhaltestelle Lawendowe Wzgórze verfügt nur über einen Gleiswechsel und keine Wendeschleife). |
| 12    |       | Zaspa (deutsch Saspe) – Pomorska - Oliwa - Strzyża PKM – Opera Bałtycka – Dworzec Główny (Hauptbahnhof) – Siedlce (deutsch Schidlitz) – Warneńska – Ujeścisko (deutsch Wonneberg) |

## Fahrzeuge

### Fahrzeuge bis 1945
Über die eingesetzten bis 1945 ist, abgesehen von rein statistischen Zahlen und wenigen Aussagen über die Entwicklung und Beauftragung von Niederflur-Trieb- und -Beiwagen (gebaut von der Waggonfabrik Danzig), die jedoch den Stolz des Unternehmens am Beginn des Zweiten Weltkrieges darstellten, bisher nichts näheres bekannt. Die jeweiligen Bestandszahlen, soweit verfügbar, wurden im Abschnitt Geschichte eingearbeitet.

### Fahrzeuge ab 1945
Der 1945 vorhandene Wagenpark ging in die polnische Verwaltung über, die Fahrzeuge aus der Gründungszeit des Unternehmens wurden noch 1967 eingesetzt. Die Linienbänder wurden durch Stecktafeln ersetzt, die Linienbeschilderung durch große runde Blechstecktafeln an Front- und Heck mit der Liniennummer, in der Regel schwarze Ziffern auf weißem Grund.
Ab 1948 wurde auf der konstruktiven Grundlage des KSW durch den polnischen Hersteller Konstal zahlreiche Trieb- und Beiwagen der Typen Konstal N bis Konstal 5N entwickelt, die ihrerseits alle – in unterschiedlichen Stückzahlen – eingesetzt wurden. Sie lösten sukzessive die alten Fahrzeuge aus der deutschen Zeit ab.
Im Herbst 1969 wurde in Danzig der erste sechsachsige Gelenktriebwagen der Type 102N von Konstal getestet und ab 1970 regulär eingesetzt. Im Vergleich zum herkömmlichen Fahrzeugpark stellten diese Wagen einen großen Fortschritt dar. Der Reisekomfort stieg erheblich durch den erleichterten Einstieg und die bequemen gepolsterten Sitze. Die neue Antriebstechnik der Gelenkwagen erlaubte viel höhere Reisegeschwindigkeiten. Den Fortschritt verkörperte die recht progressiv (für die damalige Zeit) wirkende kantige Form der Front. Nach Danzig wurden lediglich fünf 102N-Wagen geliefert, da die Nachfolgeserie 102Na mit den herkömmlichen Fronten der Warschauer 13N-Wagen ausgestattet wurden. Die Sechsachser wurden in Danzig bis 1988 eingesetzt.
1997 wurden zwei Wagen des Typs Konstal 114Na beschafft, die erstmals in Gdańsk einen teilweise niederflurigen Wagenboden aufweisen. Ihnen folgten 1999/2000 insgesamt vier Wagen des Typs Konstal NGd99. Dieser Wagentyp hatte bereits einen Niederfluranteil von über 50 Prozent des Wagenbodens und ein moderneres Design. Anfang des 21. Jahrhunderts wurden Niederflurtriebwagen der Hersteller Alstom, Bombardier und Pesa erworben und aus Dortmund und Kassel übernommene Stadtbahnwagen N modernisiert. Diese Fahrzeuge ermöglichen das Befahren von mit bis zu fünf Prozent Steigung trassierten Neubaustrecken.
Die Straßenbahnfahrzeuge verfügen bis auf die wenigen nicht modernisierten Wagen über eine Videoüberwachung mit lokaler Speicherung der Bilddaten im Fahrzeug. Seit 2010 erfolgt die Taufe von Fahrzeugen auf die Namen von berühmten Personen, die mit der Stadt Danzig in Verbindung gebracht werden.
| Bild                            | Typ                                    | Baujahre                        | Anzahl Wagen (abgestellt)       | Barrierefreiheit                | Erläuterung |
| ------------------------------- | -------------------------------------- | ------------------------------- | ------------------------------- | ------------------------------- | --- |
|                                 | Konstal 105Na 105NCh 105NAs            | 1977                            | 42                              | –                               | Im Februar 1981 wurden die ersten Fahrzeuge 105Na beschafft, weitere 30 kamen 1983 hinzu, die letzten neuen Fahrzeuge kamen 1990. Bis 2004 wurden alle Fahrzeuge 105N auf die Bauart 105Na aufgerüstet. Seit 2012 sind alle dieser Fahrzeuge im Depot Nowy Port stationiert. Wagennummern 1202 bis 1415. Ab 2021 sind alle Wagen dieser Bauart abgestellt und sind im täglichen Linienverkehr nicht zu treffen. Ein Solowagen wird manchmal für die Sonderfahrten verwendet und die Zusammensetzung von drei 105Na-Wagen verkehrt während der Sommerferien auf der Linie 8 (diese Fahrten sind im Fahrplan markiert, da dieser Straßenbahntyp nicht für die Menschen mit Behinderung zugänglich ist). |
|                                 | Konstal 114Na                          | 1997                            | 21                              |                                 | Mit diesen Fahrzeugen waren erstmals 15 % Niederflurfahrzeuge im Einsatz. Anfangs nur auf der Linie 12, danach auf den Linien 3, 5, 8 und 9 unterwegs. Wagennummern 1501 und 1502 |
|                                 | Alstom NGd99                           | 1999                            | 41                              |                                 | Fahrzeuge mit drei Wagen und 70 % Niederflur auf der Linie 2. Der erste Wagen ab 1999, die weiteren ab dem Jahr 2000 im Einsatz. Wagennummern 1001 bis 1004 |
|                                 | Bombardier NGT6                        | 2007                            | 31                              |                                 | Das erste Fahrzeug wurde am 3. Dez. 2007 ausgeliefert und am 19. Dez. 2007 in den Dienst gestellt. Für drei Fahrzeuge wurden 21,5 Mio. PLN bezahlt. Wagennummern 1005 bis 1007 |
|                                 | DUEWAG N8C (N8C–MF 01/18 bzw. N8C-AC1) | 1978–1986                       | 411+212                         |                                 | Modernisierte Gebrauchtfahrzeuge des Typs N8C, die 2007 bis 2012 aus Dortmund und 2014/2019 aus Kassel beschafft wurden.3 Umbau und Modernisierung wurde von Modertrans Poznań ab 2009 durchgeführt: Einbau eines niederflurigen Niederflureinstiegs im Mittelteil sowie Montage neuer GFK-Fahrzeugfronten. Im Mai 2014 kaufte ZKM Gdańsk von der KVG Kassel 16 Fahrzeuge des Typs N8C mit dem Baujahr 1981 für 672 000 € und damit für rund ein Drittel des Neupreises. Die weitere Aufarbeitung kostete 18,3 Mio. PLN. Seitens Modertrans wurden die modernisierten Wagen als Moderus Beta eingeordnet. Wagennummern 1107 bis 1154 (ex. Dortmund, Originalnummer mit vorangestellter 1) und 1161 bis 1176 (ex. Kassel 401 bis 416). Seit 2020 werden die Fahrzeuge sukzessive einer weiteren Modernisierung unterzogen; diese umfasst den Umbau der Fahrzeuge auf Drehstromantrieb sowie eine grundlegende Erneuerung der elektrischen Ausrüstung. Für diesen Umbau wurde die Danziger Firma 4iB beauftragt, wobei aufgrund der gegebenen Fahrzeugkonstruktion die Parameter der zuvor verwendeten Verkabelungen und Elektrogeräte detailgetreu berücksichtigt werden mussten. |
|                                 | Pesa 120Na                             | 2010                            | 351                             |                                 | Das erste Fahrzeug wurde am 20. Sept. 2010 ausgeliefert und am 2. Okt. 2010 in den Dienst gestellt. ZKM Gdańsk beschaffte 35 Wagen für 305,5 Mio. PLN. Wagennummern 1011 bis 1045 |
|                                 | Pesa 128NG                             | 2014                            | 351                             |                                 | Das erste Fahrzeug wurde am 10. Nov. 2014 ausgeliefert und am 30. Januar 2015 in den Dienst gestellt. Die ersten fünf Fahrzeuge kosteten insgesamt 54 Mio. PLN. Weitere Fahrzeuge folgten 2019–2021. Wagennummern 1051 bis 1085 |
| Gesamtzahl der Fahrzeuge (Züge) | Gesamtzahl der Fahrzeuge (Züge)        | Gesamtzahl der Fahrzeuge (Züge) | Gesamtzahl der Fahrzeuge (Züge) | Gesamtzahl der Fahrzeuge (Züge) | 151 (121) |

1 im Betriebshof Wrzeszcz
2 im Betriebshof Nowy Port
3 Ankauf der folgenden Wagen aus Dortmund (Jahr – Wagennummer): 2007 – Wagen 133 und 140; 2008 – Wagen 108, 110, 113, 114, 125, 136, 138, 139, 141; 2009 – Wagen 109, 111, 112, 115, 116, 119, 120, 121, 124, 129, 131, 135, 137, 143; 2010 – Wagen 107, 117, 118, 122, 123, 126 und 127. Ankauf der Wagen aus Kassel mit den Nummern 401 bis 416.

### Namensgeber
Als Namensgeber (Patrone) der eingesetzten Triebfahrzeuge fungieren:
Konstal 114Na:
- 1501 – Stanisława Przybyszewska

Bombardier Flexity Classic NGT6-2GD:
- 1005 – Oscar Kupferschmidt (sic)
- 1006 – Leopold von Winter
- 1007 – Eduard Friedrich Wiebe

Pesa Swing 120NaG:
- 1011 – Daniel Gralath
- 1012 – Władysław Czerny
- 1013 – Jan Heweliusz
- 1014 – Jan Uphagen
- 1015 – Daniel Gabriel Fahrenheit
- 1016 – Arthur Schopenhauer
- 1017 – Sat-Okh – Długie Pióro Stanisław Supłatowicz
- 1018 – Daniel Chodowiecki
- 1019 – Franciszek Mamuszka
- 1020 – Maurycy Ferber
- 1021 – Jerzy Stankiewicz
- 1022 – Elżbieta Koopman Heweliusz
- 1023 – Eduard Friedrich von Conradi
- 1024 – Jan Flachsbinder – Dantyszek
- 1025 – Johanna Henriette Schopenhauer (Mutter von Arthur Schopenhauer)
- 1026 – Jan Jerzy Forster
- 1027 – Paweł Pater
- 1028 – Jeremiasz Falck
- 1029 – Joachim Oelhaf
- 1030 – Filip Clüver
- 1031 – Adolf Friedrich Johann Butenandt
- 1032 – Gottfried Lengnich
- 1033 – Andreas Schlüter Młodszy
- 1034 – Jakub Teodor Klein
- 1035 – Hugo Wilhelm Conwentz
- 1036 – Aleksander Süchten
- 1037 – Bartłomiej Keckermann
- 1038 – Alf Liczmański
- 1039 – Krzysztof Klenczon
- 1040 – Andrzej Sulewski
- 1041 – Maciej Płażyński
- 1042 – Anna Walentynowicz
- 1043 – Marian Seredyński
- 1044 – Szczepan Pilecki
- 1045 – Maciej Gwiazda

Pesa Jazz Duo 128NG:
- 1051 – Aram Rybicki
- 1052 – Erich Volmar
- 1053 – Jan Wulff
- 1054 – Lesser Giełdziński
- 1055 – Willi Drost
- 1056 – Olga Krzyżanowska
- 1057 – Alina Pienkowska
- 1059 – Lech Bądkowski
- 1070 – Roman Rogocz
- 1081 – Abraham van den Blocke